# Shu-bi-dua 1-9
Shu-bi-dua 1-9 er navnet på et bokssæt udsendt af Shu-bi-dua i 2010. Boksen indeholder gruppens første ni album i remastered udgaver med bonusnumre, som i et vist omfang ikke tidligere har været udgivet.
Bokssættet solgte ved udgivelsen så godt, at det nåede andenpladsen på den danske albumhitliste lige efter Kim Larsens album Mine damer og herrer.

## Indhold
- Shu-bi-dua, 1974
- Shu-bi-dua 2, 1975
- Shu-bi-dua 3, 1976
- Shu-bi-dua 4, 1977
- 78'eren, 1978
- Shu-bi-dua 6, 1979
- Shu-bi-dua 7, 1980
- Shu-bi-dua 8, 1982
- Shu-bi-dua 9, 1982